# Batterie externe
 (janvier 2020).
 (janvier 2020).
Si vous disposez d'ouvrages ou d'articles de référence ou si vous connaissez des sites web de qualité traitant du thème abordé ici, merci de compléter l'article en donnant les références utiles à sa vérifiabilité et en les liant à la section « Notes et références ».

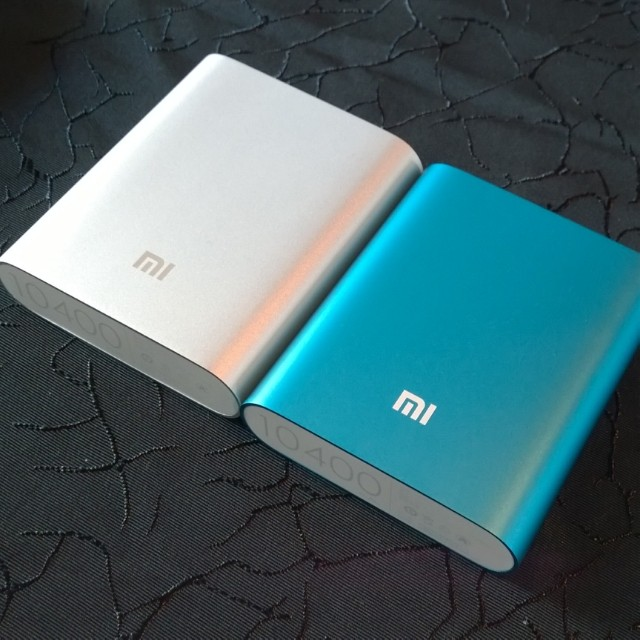
Batteries externes

Une batterie externe est un type de batterie transportable destiné à un usage personnel. Les batteries externes sont généralement des batteries lithium-ion, avec une densité énergétique autour de 200 Wh/kg. Lorsque le dispositif dispose d’un panneau solaire, on utilise alors plutôt le terme de chargeur solaire.
Les batteries externes disposent d’une capacité plus ou moins grande en fonction de l'usage attendu (outils, engins de déplacement). Les batteries externes sont parfois fournies avec un chargeur spécifique s'il s'agit d'un branchement de recharge sur l'électricité domestique.

## Description
Une batterie externe est un assemblage électronique composé d'au moins une cellule de batterie ainsi que de son circuit de charge et décharge, habituellement via un ou plusieurs ports USB. Un ensemble mécanique assure la solidité et la protection de l'ensemble.
Les modèles plus onéreux se distinguent en général par une capacité plus importante, des indicateurs lumineux représentant le niveau de charge et une solution de charge rapide (Quick Charge, USB Power Delivery, etc.).

## Risques et précautions
Il existe un risque faible que la batterie prenne feu ou explose. Quelques cas d’explosion de batterie ont été recensés. Par précaution, l'utilisation de telles batteries est déconseillée en cas de forte chaleur ou en cas de surchauffe du dispositif. En avion, il est interdit d'emmener une batterie externe d’une capacité trop importante (généralement supérieure à 27 000 mAh), pour les raisons citées précédemment.
Afin de maximiser la durée de vie de la batterie, il est recommandé d'éviter la décharge profonde (< 20%). De même, une charge trop rapide, provoquant un échauffement inutile des cellules, est à éviter.

## Impact environnemental
Les batteries externes au lithium-ion, au même titre que toutes les batteries (batteries au plomb, Ni MH, Zinc-Air...), ont des conséquences sur l’environnement lors de leur production. La fabrication des batteries demande en effet une quantité importante d'énergie et d’eau, et nécessite l’utilisation de matières premières dangereuses ou en voie de raréfaction (le lithium est un élément qui risque l'épuisement). 
De plus, même si les quantités d'énergie impliquées dans les batteries externes restent limitées, les pertes liées à la transformation de l’électricité en énergie chimique, puis d’énergie chimique à électricité ne sont pas négligeables, face à la multiplication de ce type d’appareil (cependant ils sont plus faibles que l'usage des piles, des batteries au plomb et des carburants).
Afin de limiter les conséquences environnementales des batteries externes, le circuit de récupération est, en France, défini chez les commerçants, pour mettre en place le recyclage.

## Innovations
Ce produit remplace de plus en plus les piles électriques à usage unique à cause du coût de celles-ci. Ce produit permet aussi de répondre à des besoins de rechargement de matériels électriques et électroniques ayant des besoins non négligeables (téléphone portable, console de jeu portable...).
Certaines entreprises comme Bic ont tenté de concevoir des chargeurs portables transportables fonctionnant à l’hydrogène pour la production d’électricité (pile à combustible), mais cela a conduit à un échec commercial relatif, puisque Bic a dû réduire ses investissements dans le domaine, face à un public peu demandeur de ce produit.